# Airbourne
Airbourne és un grup australià de hard rock creat pels germans Joel i Ryan O'Keeffe, de Warrnambool (Austràlia) que va sorgir a la llum l'any 2004, amb el seu primer àlbum Ready to Rock. El 2005 va tancar un contracte amb la discogràfica Capitol Records per cinc àlbums més i a partir d'aquell moment va començar a actuar de teloner per a grups com els Rolling Stones i Mötley Crue. La seva popularitat els ha projectat fora d'Austràlia i són presents en alguns festivals de rock.
El 2007 van treure el seu segon àlbum, Runnin' Wild, poc després de trencar el contracte amb Capitol Records, sota el segell de EMI, que és actualment el distribuïdor del grup a nivell mundial.
Alguns de les seues cançons es van fer serir en videojocs d'Electronic Arts i en campanyes de la companyia World Wrestling Entertainment.

## Discografia
- Ready to Rock (EP / 2004)
- Runnin' Wild (2007)
- Live at the Playroom (EP En Directe / 2007)
- No Guts. No Glory. (2010)
- Black Dog Barking (2013)
- Breakin' Outta Hell (2016)
- Boneshaker (2019)